# Abasár
Abasár ist eine ungarische Gemeinde im Kreis Gyöngyös im Komitat Heves.

## Geografische Lage
Abasár liegt am südlichen Fuß des Mátra-Gebirges im Weinanbaugebiet Mátraalja, dreißig Kilometer südwestlich des Komitatssitzes Eger und sechs Kilometer nordöstlich der Kreisstadt Gyöngyös. Nachbargemeinden sind Pálosvörösmart, Markaz und Visonta.

## Geschichte
Erstmals wurde der Ort als Saár in einer Urkunde von 1261 erwähnt. Ab 1901 hieß der Ort Abasár. Im Jahr 1913 gab es in der damaligen Großgemeinde 521 Häuser und 2690 Einwohner auf einer Fläche von 3804 Katastraljochen. Sie gehörte zu dieser Zeit zum Bezirk Gyöngyös im Komitat Heves. 1950 wurde Pálosvörösmart eingemeindet, wurde jedoch 2006 wieder selbständig.

## Gemeindepartnerschaften
- Plăieșii de Jo (ungarisch Kászonaltíz), Kreis Harghita, Rumänien
- Seefeld-Kadolz, Bezirk Hollabrunn, Österreich

## Sehenswürdigkeiten
- Heimatmuseum im Kapásház
- Lourdes-Höhle
- Nepomuki-Szent-János-Statue aus dem 19. Jahrhundert
- Römisch-katholische Kirche Szent Péter és Pál apostol, ursprünglich im Mittelalter erbaut, 1731 im barocken Stil umgebaut
- Römisch-katholische Kirche Keresztelő Szent János születése, 1893 erbaut
- Römisch-katholische Kapelle Szent János
- Römisch-katholische Kapelle Szent Anna, auf dem Sár-hegy
- Sámuel-Aba-Statue, erschaffen 1984 von Aranka Till
- Szent-László-Statue
- Schloss Baldácsy (Baldácsy-kastély), erbaut Ende des 18. Jahrhunderts
- Weinkeller, der der Überlieferung nach das Grab von Sámuel Aba gewesen sein soll.

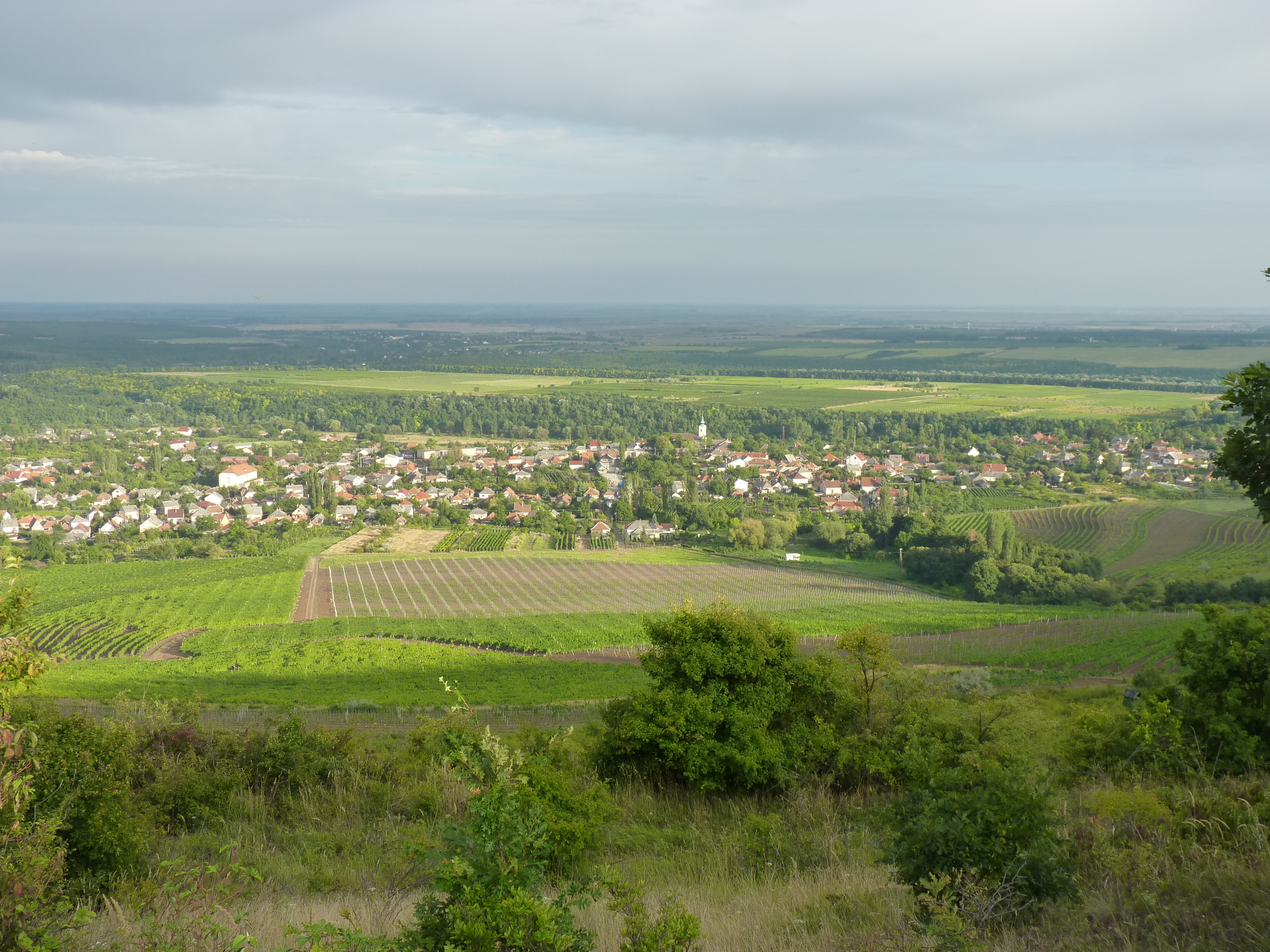
Abasár und Umgebung
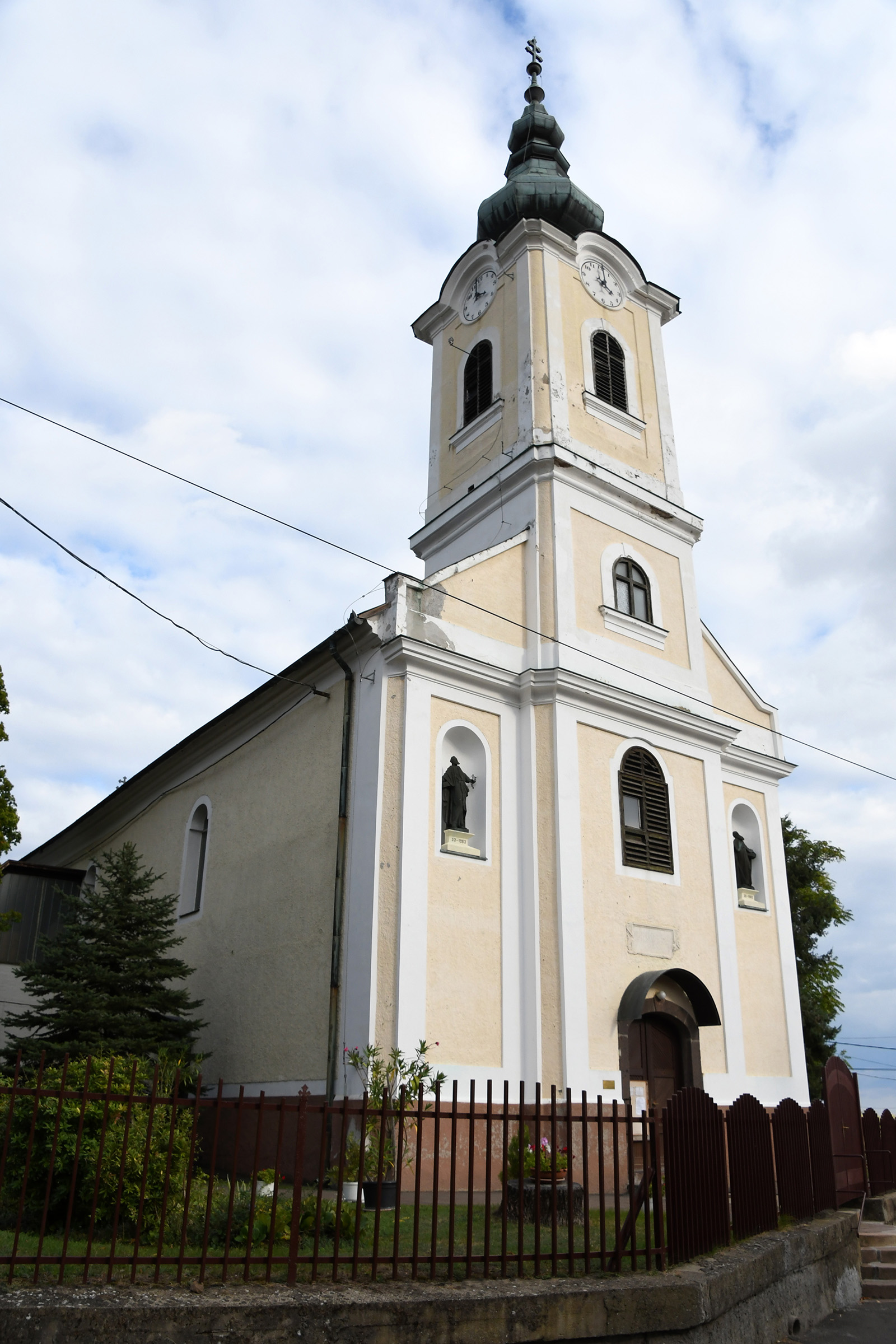
Römisch-katholische Kirche Szent Péter és Pál apostol
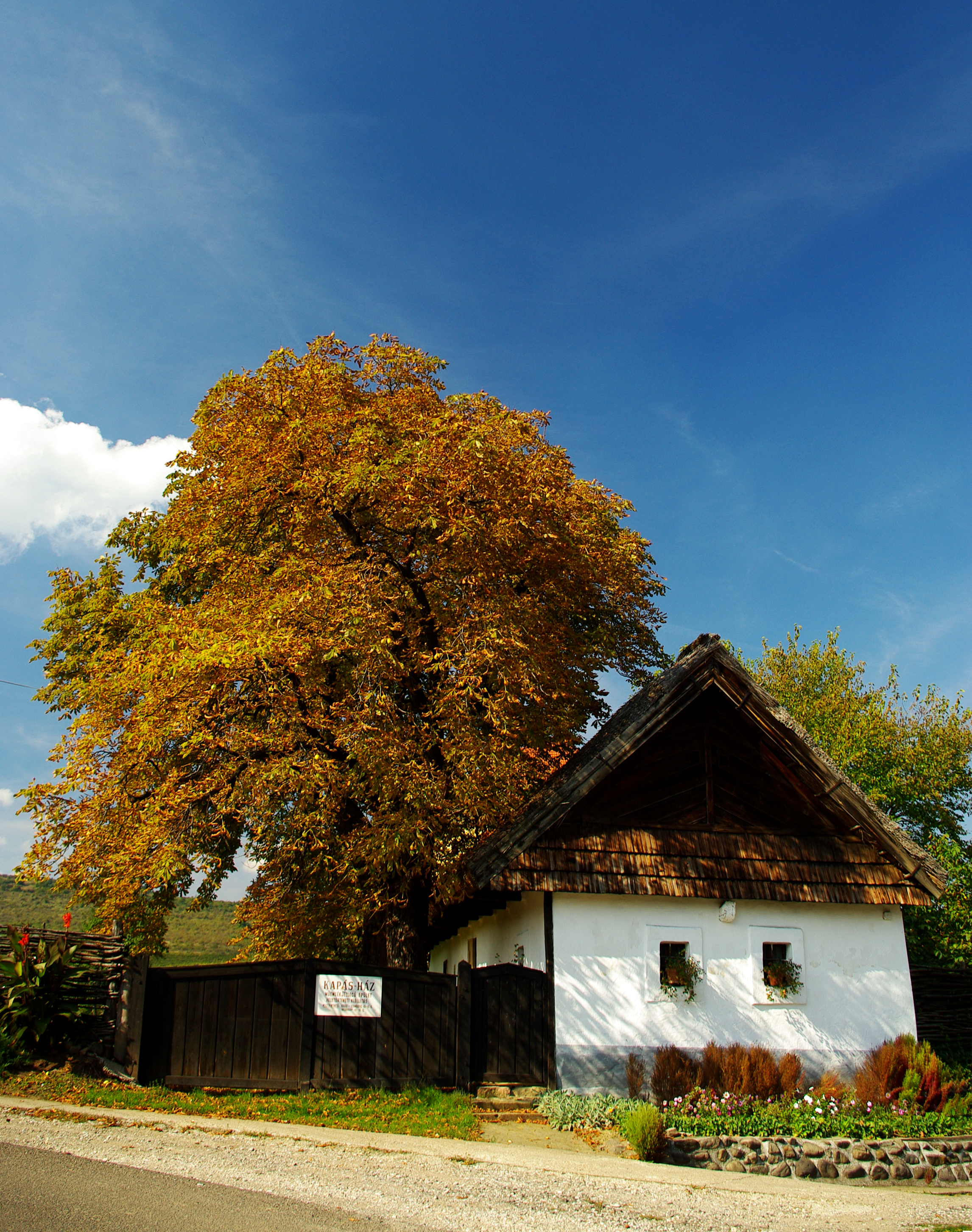
Heimatmuseum im Kapásház
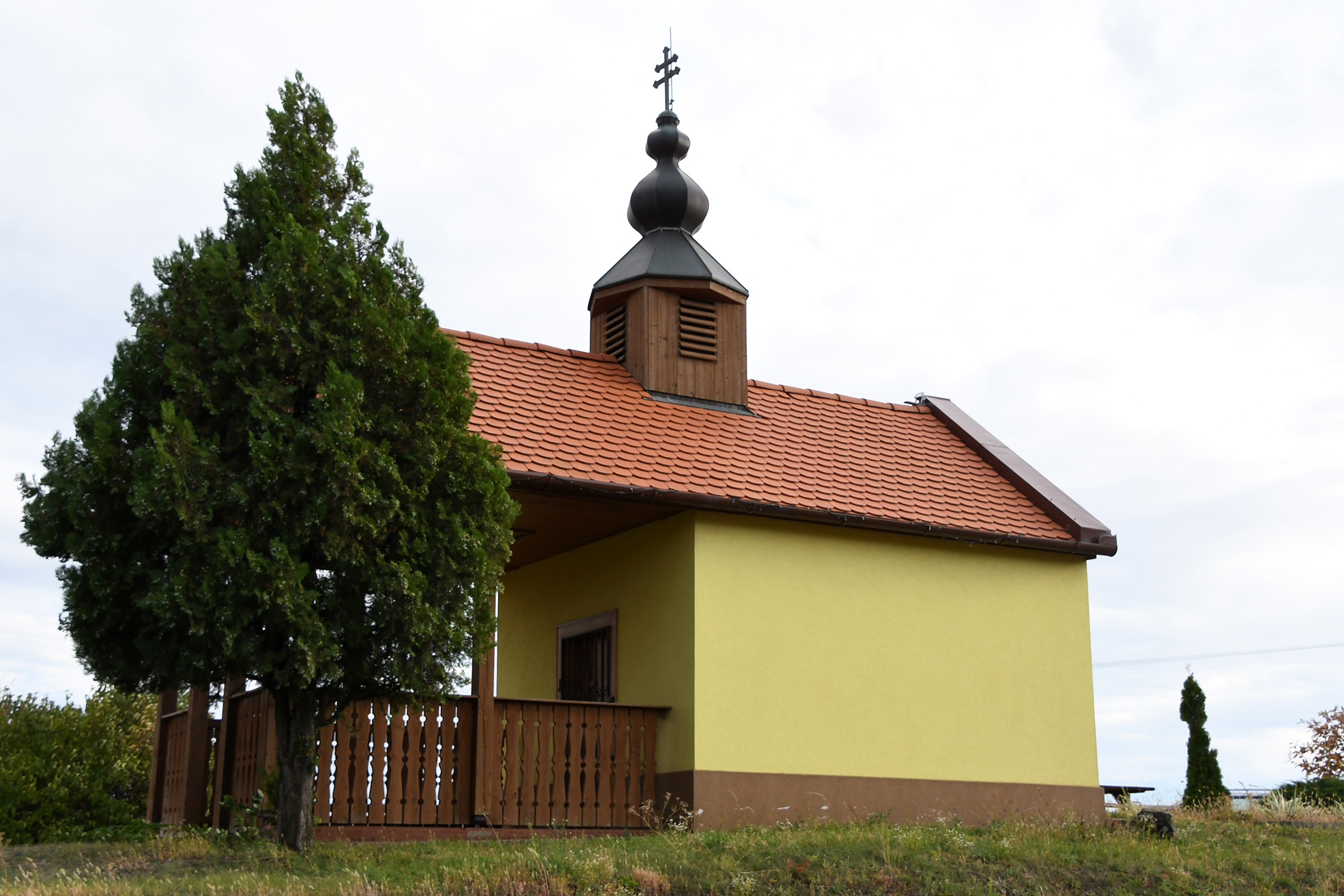
Kapelle Szent János
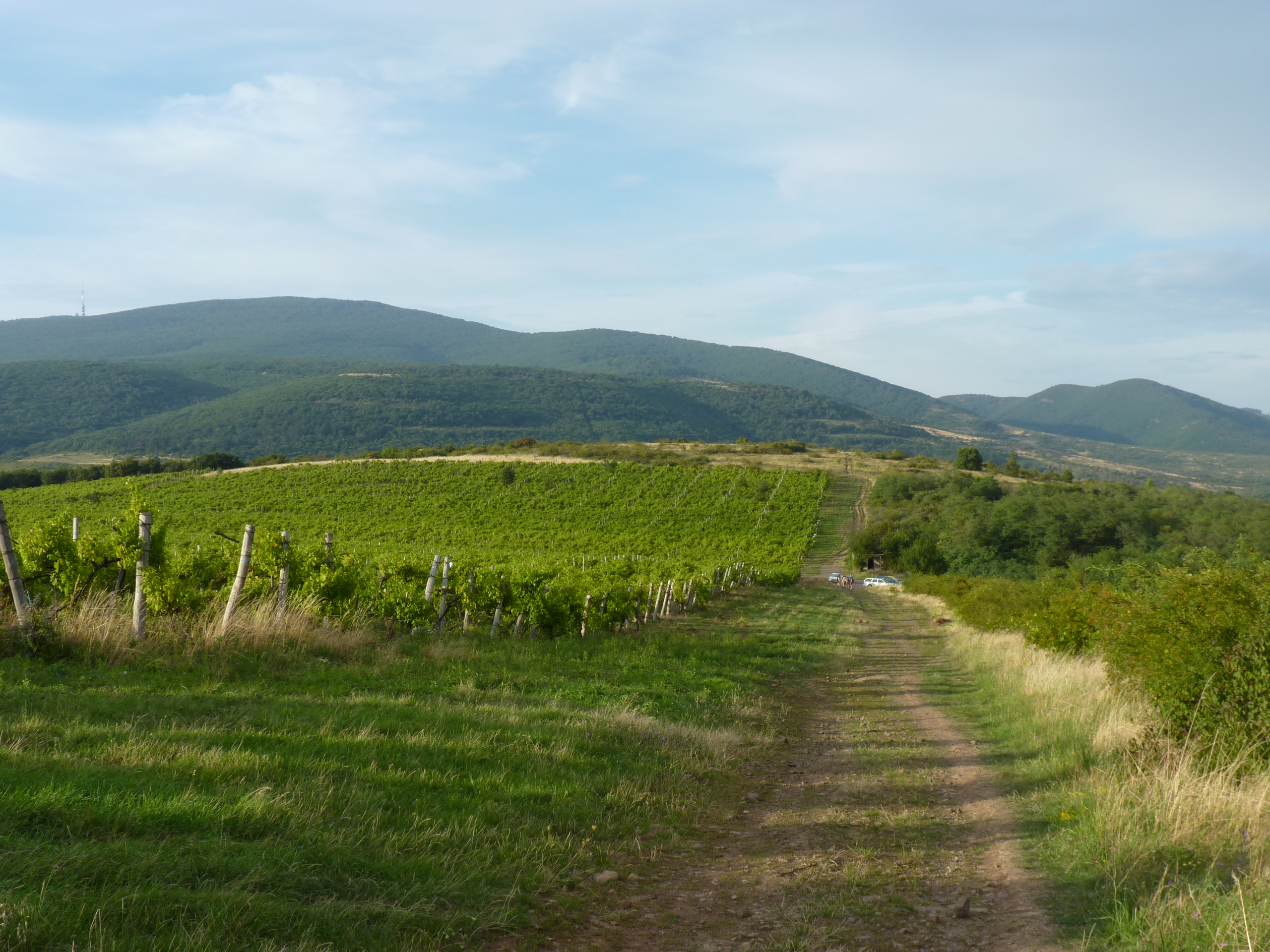
Weinfelder bei Abasár, im Hintergrund das Matra-Gebirge
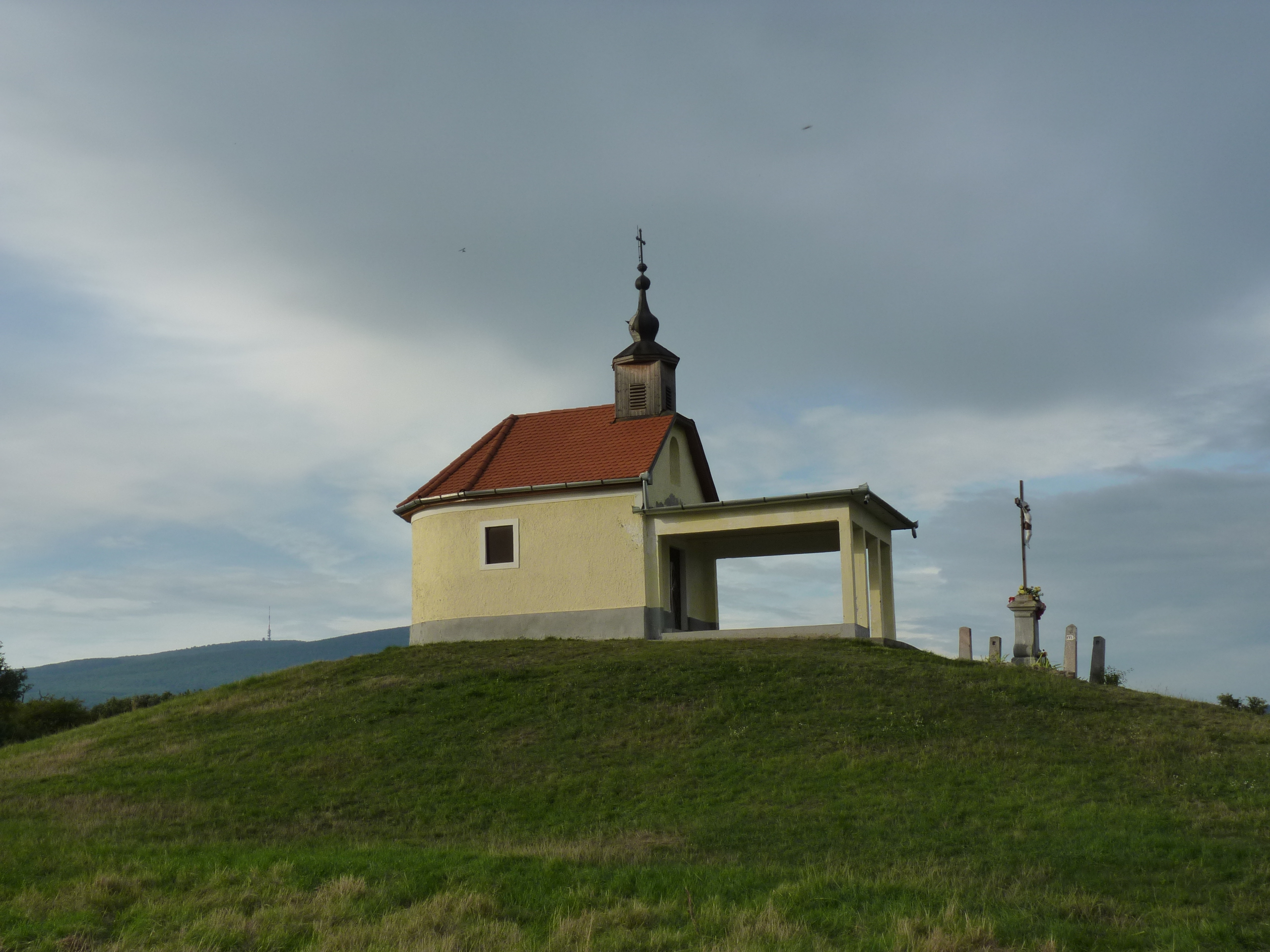
Kapelle „Szent Anna“

## Verkehr
In Abasár treffen die Landstraßen Nr. 2416 und Nr. 2419 aufeinander. Es bestehen Busverbindungen nach
Pálosvörösmart, Mátrafüred und Gyöngyös sowie über Verpelét nach Eger. Der nächstgelegene Bahnhof befindet sich in Gyöngyös.